# كاتشينغ فيلينغس (فلم)
كاتشينغ فيلينغس (بالإنجليزية: Catching Feelings)، هُو رومانسي ودرامي جنوب أفريقي صدر سنة 2019، وقد أخرجه المُخرج كاغيسو لوديغا. الفيلم من بطولة كُل من بيرل ثوسي وأكين أوموتوسو وLoyiso Gola.

## وصلات خارجية
- مقالات تستعمل روابط فنية بلا صلة مع ويكي بيانات